# René Cresté
René Cresté (Paris: 5 de dezembro de 1881 – 30 de novembro de 1922) foi um diretor de cinema e ator francês da época do cinema mudo. 
Cresté é possivelmente mais conhecido como Judex, o personagem-título da série policial do diretor Louis Feuillade, Judex, que foi apresentada nos cinemas entre 1917 e 1918.

## Biografia
Nascido na capital francesa, Cresté iniciou a carreira artística nos palcos parisienses e se destacou em papeis desempenhados em peças como Claudine à Paris (Claudine em Paris), escrita e encenada junto a Colette, Ruy Blas de Victor Hugo e Adrienne Lecouvreur de Eugene Scribe.
Em 1908, assinou contrato com a Gaumont Film Company. Pouco se sabe sobre os primeiros filmes em que tenha atuado, pois os filmes são considerados perdidos. Em 1912, atua em curta-metragens de série de mistério dirigidos por Léonce Perret. Passa então a integrar o elenco de filmes dirigidos por Louis Feuillade para a Gaumont. No início da I Guerra Mundial, Cresté alista-se no exército francês e participa ativamente dos combates. Ferido e desmobilizado, retoma a carreira nos estúdios Gaumont até o fim de 1915.
Em 1916, Feuillade e o escritor Arthur Bernède desenvolvem um personagem surreal chamado Jacques de Tremeuse (aka Judex) - um vingador misterioso, que tem por marca usar uma longa capa escura e um chapéu de abas largas. Seu arquiinimigo era o insensível banqueiro Favraux que, por descuido, levara milhares de pessoas à falência. Judex é reconhecido como o primeiro superherói do cinema; seu nome é justiça, em latim.
Cresté finalmente foi escalado como Judex na filmagem da serie que teve início em 1917, e foi lançada neste mesmo ano, sendo elogiada pela crítica e pelo público. A serie também contava no elenco com Musidora, Édouard Mathé, Gaston Michel, René Poyen, Yvette Andréyor e Yvonne Dario.
Após o sucesso de Judex, Cresté estrela a série de 1918. Tih Minh, dirigida por Feuillade, tendo em seguida fundado sua própria companhia - a Films-René-Cresté, onde passou a produzir e dirigir filmes que não obtiveram êxito.
Cresté morreu em 1922, de tuberculose. Para ajudar a viúva e filha também doentes, foi organizada uma festa beneficente pelos amigos da família, em fevereiro de 1929. Alguns meses após sua única filha, chamada Renée, falece.